# Plateumaris rufa
Plateumaris rufa är en skalbaggsart som först beskrevs av Thomas Say 1826.  Plateumaris rufa ingår i släktet Plateumaris och familjen bladbaggar. Inga underarter finns listade i Catalogue of Life.